# SOCKS
SOCKS – protokół pośredniczący dla aplikacji TCP/IP, dostarczający narzędzia do bezpiecznej komunikacji. 
Składa się z części klienta zaimplementowanego pomiędzy warstwą prezentacji a warstwą transportową i serwera zaimplementowanego w warstwie aplikacji. Protokół ten umożliwia komunikację pomiędzy dwoma komputerami bez konieczności bezpośredniego połączenia. Jest to zapora sieciowa przekierowująca zadania połączeń z hosta na inny serwer pośredniczący. Protokół utrzymuje połączenia pośredniczące i wymianę danych pomiędzy hostami, uwierzytelniający i autoryzujący zadania, aktywuje hosta po jednej ze stron serwera, aby posiadać pełny dostęp do hostów, które znajdują się po innej stronie serwerów SOCKS.